# Menone
Menone (Segesta, fine IV secolo – Siracusa, 288 a.C. ?) è stato un condottiero siracusano, collaboratore del tiranno Agatocle e poi del nipote Arcagato e generale delle truppe che mossero guerra contro la città aretusea nel 289-288 a.C..
La sua storia è stata narrata da Diodoro Siculo.

## Biografia
Nato nella parte cartaginese dell'isola, fu catturato giovane da Agatocle. Ne divenne collaboratore dopo essere entrato nelle sue grazie. Negli ultimi anni della vita del suo sovrano, cospirò contro di lui al fianco del nipote Arcagato e probabilmente fu proprio Menone ad avvelenarlo con una penna d'oca che Agatocle usava come stecchino.
Esiliato dal popolo, che aveva restaurato la democrazia secondo le ultime disposizioni del tiranno, si rifugiò a Aetna, dove Arcagato aveva creato un suo esercito di mercenari per rientrare in città. Ucciso anche il capo delle truppe, Menone si alleò ai cartaginesi contro Siracusa e vinse la guerra. Non ammesso alle trattative di pace, Menone scompare dal raccontro di Diodoro.